# Dactylium obovatum
Dactylium obovatum är en svampart som beskrevs av Berk. 1841. Dactylium obovatum ingår i släktet Dactylium och familjen vaxskålar.   Inga underarter finns listade i Catalogue of Life.